# Payze Light Car
Die Payze Light Car Co. Ltd. war ein britischer Automobilhersteller.

## Unternehmensgeschichte
Das Unternehmen hatte seinen Sitz in Cookham in der Grafschaft Berkshire. 1919 wurde ein Prototyp angekündigt. 1920 begann die Produktion von Automobilen. Der Markenname lautete Payze. Konstrukteur war A. Payze. 1921 endete die Produktion. Der Neupreis betrug 450 Pfund Sterling. Insgesamt entstanden zwischen 15 und 20 Fahrzeuge.

## Modelle
Das einzige Modell 10 HP war ein konventioneller Kleinwagen. Die offene Tourenwagenkarosserie bot Platz für drei bis vier Personen. Der Radstand war mit 2591 mm angegeben. Der Vierzylinder-Reihenmotor mit SV-Ventilsteuerung, 1490 cm³ Hubraum und 19,1 bhp (14 kW) bei 2000 min−1 kam von Coventry-Simplex und das Getriebe von Moss. Der Kühler sah dem des zeitgenössischen Rolls-Royce ähnlich.
| Modell | Bauzeitraum | Zylinder | Hubraum  | Leistung         | Radstand |
| ------ | ----------- | -------- | -------- | ---------------- | -------- |
| 10 hp  | 1920–1921   | 4 Reihe  | 1490 cm³ | 19,1 bhp (14 kW) | 2591 mm  |